# 송라
송라(松蘿)는 석화과 송라속의 지의류다. 학명은 우스네아 디프락타(학명: Usnea diffracta).